# مغلفات الطعام ذات الاستعمال الواحد

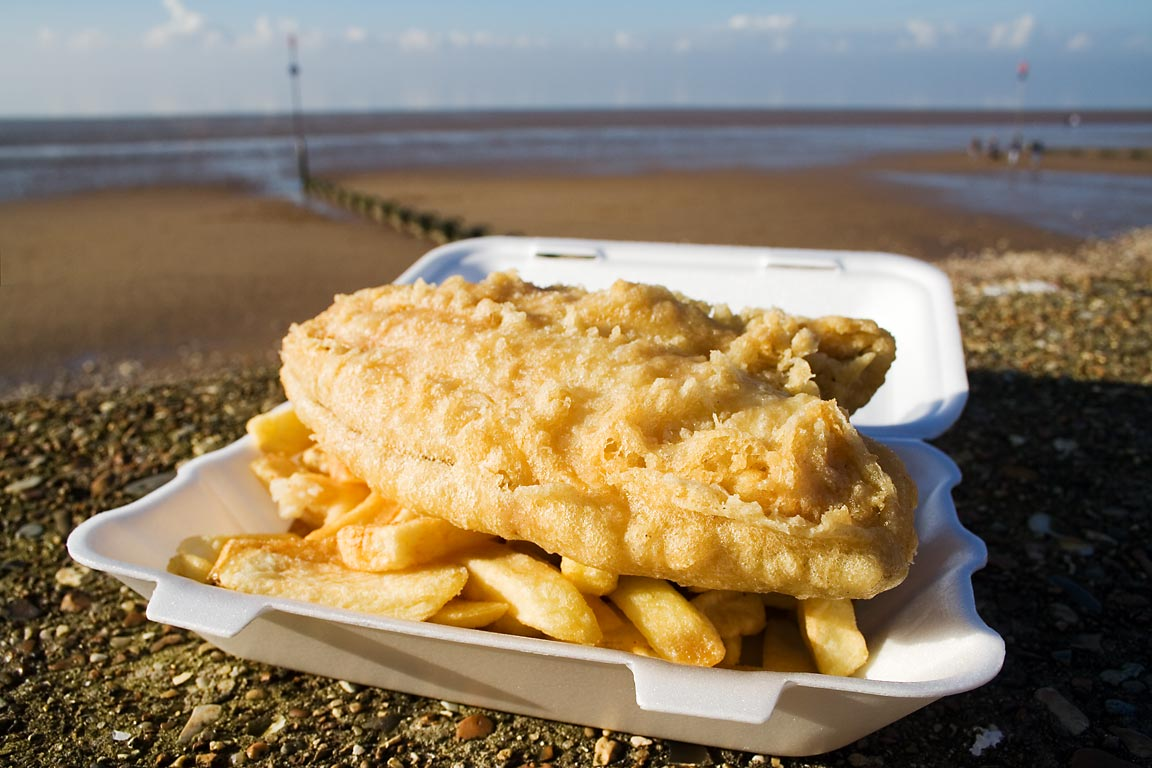

مغلفات الطعام ذات الاستعمال الواحد تشمل تغليف المواد الغذائية القابل للتصرف، والمواد التي يمكن التخلص منها، والتي توجد غالبًا في مطاعم الوجبات السريعة، والأكشاك ومؤسسات تقديم الطعام.

## التاريخ
يعود اختراع الأطباق الورقية إلى عام 1867 حيث تم اختراعها من قبل بائع الكتب الألماني هيرمان هينشيل (Hermann Henschel) في لوكينفالدي (Luckenwalde)
في عام 1908، كان صامويل ج. كرومبين مسؤولًا عن الصحة العامة في كانساس. وعندما  كان في القطار شاهد أحد مرضاه المصابين بمرض السل وهم يتناولون شرابًا من قارورة مياه عامة ودلو عام (طريقة معتادة لشرب المياه في العام) في السيارة. وكان خلف مريضه فتاة شابة تشرب من نفس القارورة والدلو. هذا ألهمه لإطلاق حملة لحظر الأواني العامة أو المشتركة في الأماكن العامة. مع ملاحظة هذا المشرب، اخترع لورنس لويلن وهيو مور فنجانًا من الورق الذي يستعمل لمرة واحدة ويسمى «كأس الصحة» ثم أعيد تسميته لاحقًا «كأس ديكسي».
وقد تبعت الكؤوس المخروطية ذات الاستخدام الواحد تسويق الأطباق والأوعية ذات الاستخدام الواحد، وأدوات المائدة الخشبية، ولفافات الطعام الورقية. وبحلول الثلاثينيات من القرن العشرين، كانت هذه المنتجات تُستخدم على نطاق واسع لإطعام الرجال والنساء الذين عملوا في السدود والجسور والطرق التابعة لإدارة الأشغال العامة. في 1940 تم استخدامها لتغذية عمال مصنع الدفاع.
بعد الحرب العالمية الثانية، تم تطوير مواد التعبئة الغذائية القديمة مثل  البلاستيك والبوليستيرين. ومن الخصائص الفريدة لهذه المواد العزل وتخفيض الوزن وقدرتها على أن تصنع في مجموعة متنوعة من الأشكال والأحجام، وتوفر القائمين على الخدمات الأغذية والمستهلكين، مع مجموعة متنوعة من خيارات التعبئة والتغليف.
التطور الرئيسي الذي حدث  في مغلفات الطعام ذات الاستعمال الواحد كان في عام 1948 وذلك عندما تم إغلاق مطعم ماكدونالدز الذي تم تأسيسه حديثًا لتجديد قائمته. فضلا عن تغيير عناصر القائمة الخاصة بهم، أراد المطعم تغيير طريقة التعامل مع غسل الصحون وغسالات الصحون، والنقل بالسيارة وموظفي الانتظار، والتخزين، والكسر وسرقة (العميل) لأدوات المائدة. عندما أعيد فتح مطعم ماكدونالدز بعد ستة أشهر، لم تعد تقدم وجباته  والأطباق أو أدوافي أكواب زجاجية أو أدوات مائدة، وأصبحت تؤخذ مغلفة من المطعم بواسطة العملاء.

## الصرف الصحي
إن استخدام عبوات  الطعام القابلة للإستخدام مرة واحدة هي خطوة نحو الوقاية من الأمراض التي تنتقل عن طريق الأغذية. من خلال استخدامها مرة واحدة فقط، فإن هذه المنتجات تقلل بشكل كبير من تلوث الطعام وانتشار الأمراض.
يحدد قانون الأغذية التابع لإدارة الغذاء والدواء الأمريكية رسميًا مدى النظافة والمزايا الصحية لاستخدام عبوات الطعام القابلة للاستخدام مرة واحدة في حالات محددة: «يجب أن تكون المنشآت الغذائية غير حاصلة على تسهيلات... لتنظيف وتعقيم أدوات المطبخ وأدوات المائدة وتكون أدوات مطبخ للاستخدام الفردي فقط، أدوات تستخدم مرة واحدة، وأدوات تستخدم مرة واحدة للاستخدام من قبل موظفي الأغذية وأدوات تستخدم لمرة واحدة ليستخدمها المستهلكون». كما ينص قانون الأغذية أيضًا على أنه «في الحالات التي قد تؤدي فيها إعادة استخدام العناصر متعددة الاستخدامات إلى الأمراض التي تنقلها الأغذية إلى المستهلكين، يجب استخدام المواد ذات الاستخدام الواحد والاستخدام الفردي لضمان الأمان».

## المواد

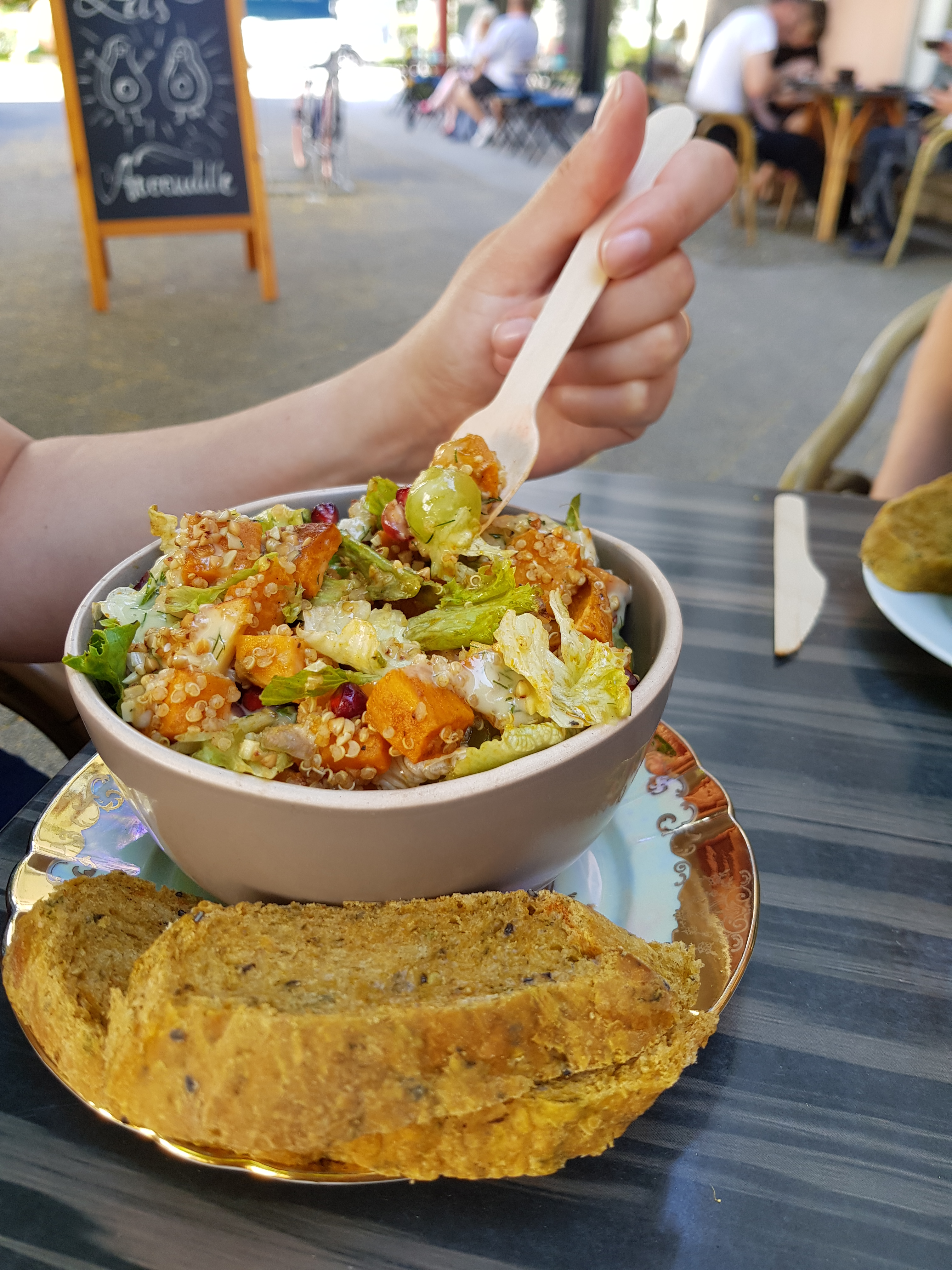
زبون يأكل السلطة بشوكة خشبية في أحد المطاعم

يمكن تصنيع عبوات خدمة الطعام التي يمكن التخلص منها من عدد من المواد، لكل منها استخداماته الخاصة وفوائدها.

### الألومنيوم
يستخدم الألمنيوم في تصنيع الرقائق والأغطية والحقائب والحاويات والصواني.

### البلاستيك
يمكن تصنيع العديد من منتجات خدمات الطعام القابلة للاستخدام مرة واحدة من الورق البلاستيكي أو البلاستيك المطلي: مثل الكؤوس والأطباق والسّلطانيّات والصواني وحاويات الطعام وأدوات المائدة على سبيل المثال. تستخدم المواد البلاستيكية لأن المادة خفيفة الوزن وتتحمل درجة حرارة الأطعمة والمشروبات الساخنة والباردة. يعتبر البوليسترين الرغوي (الذي يشار إليه أحيانًا باسم الستايروفوم) واحدًا من أكثر أنواع البلاستيك الشائعة المستخدمة في تغليف الخدمات الغذائية، ويتم استخدامه على هيئة حاوية رغوية للأغذية. في بعض الأحيان يستخدم البوليسترين غير الرغوي للأواني أو الأطباق البلاستيكية. كما يستخدم البولي ايثيلين وأنواع أخرى من البلاستيك.
تستخدم الأغطية البلاستيكية في بعض الأحيان لتغطية صينية الطعام. يتم وضع علامة  SPI مع رموز إعادة التدوير على العديد من البلاستيك لتحديد الهوية.

### الورق والورق المقوى
تصنع منتجات خدمات الطعام القابلة للاستخدام مرة واحدة من الورق والورق المقوى واللوح الليفي المموج: بما في ذلك الكؤوس، والأطباق، والسلطنيات، والمناديل، وأكياس الحمل، والصواني، وعلب البيض، والمفارش، وبطانات الأطباق. يتم تغليف بعض المنتجات الورقية - غالبًا بالبلاستيك - أو معالجتها لتحسين مقاومة البلل أو الشحوم. يتم تطوير عبوات الورق والورق المقوى مثل صواني البيتزا، وصواني فراي الفرنسية، وصناديق حساء المعكرونة الصينية، وعلب الهامبرغر المغطاة، إلخ... بواسطة طابعات تستخدم معدات تحويل الورق مثل آلات تشكيل الصواني. يصنع لُب المنتجات المصبوبة من ورق الصحف المعاد تدويرها ويتشكل تحت الحرارة والضغط إلى أطباق وأوعية وصواني وكؤوس. اللُب المصبوب يكون قابل لإعادة التدوير بسهولة.

### مواد بديلة
تقوم الآن عدة الشركات المصنعة بتصنيع منتجات خدمات الطعام من مزيج من النشويات الطبيعية والألياف المعاد تدويرها والماء والهواء والمعادن الطبيعية. وتشمل هذه المنتجات المركبة الكؤوس، والأطباق، والطاسات، والسكاكين، واللفائف الساندويتش، وأوعية الطعام والصواني. بشكل مثالي هذه المنتجات قابلة للتحلل والتحويل إلى سماد بعد الاستخدام بسهولة.
المواد المستخدمة لجعل هذه الأنواع من منتجات خدمة الطعام المستخدم لمرة واحدة هي في الأصل من PLA أو حمض polylactic. تُصنع بعض المنتجات من خليط من PLA وألياف اللب المصبوبة في عناصر خدمة الطعام القابل للتصرف بالحرارة والضغط. تصنع مواد أخرى من مركب أو خليط من النشا ومواد أخرى، مثل الحجر الجيري والألياف المعاد تدويرها، لمنحهم قوة إضافية.
في الهند، يتم جمع الأوراق الجافة المتساقطة من نخيل الأرز catechu (شجرة التنبول) وتُضغط على الساخن داخل أواني وسلطانيات لأوراق النخيل والصلصال القابل للتصرف.

## التكلفة
تعتبر تغليف خدمات الطعام القابل للتصرف بديلاً اقتصاديًا للعناصر متعددة الاستعمالات من خلال تقليل الحاجة إلى المعدات واليد العاملة الإضافية، ونصبح في غنى عن غسالات الصحون وغيرها من معدات الدعم (الرفوف، والعربات، والدمى، والرفوف، والسلال) ويمكن أيضًا توفير المال الذي يتم إنفاقه على الماء والطاقة التي تستخدمها غسالات الصحون ولم نعد نصبح بحاجة إلى استبدال المواد القابلة لإعادة الاستخدام التي يتم كسرها أو تلفها أو سرقتها أو يتم التخلص منها بطريق الخطأ.

## اقتصاديات أخرى
كانت أدوات المائدة القابلة للتصرف جزءًا أساسيًا من إستراتيجية العمل الخاصة بسلسلة مطاعم الوجبات السريعة في الولايات المتحدة. وذلك لتفعيل نموذج الأعمال، كانت سلاسل مطاعم الوجبات السريعة، ولا سيما ماكدونالدز، تقنع المستهلكين  من خلال الحملات الإعلانية لنقل أدوات المائدة الخاصة بهم إلى صناديق النفايات، من أجل تجنب نفقات العمل المتكبدة في إزالتها. من خلال إنشاء العرف الذي يتم فيه تشجيع العملاء على حمل المستهلكات، يمكن تعويض بعض التكاليف الداخلية للأدوات القابلة للتصرف.

## مخاوف بيئية

### مقارنة مع منتجات خدمات غذائية قابلة للغسل
ووفقًا لوكالة حماية البيئة الأمريكية، فإن عبوات الخدمات الغذائية الورقية والبلاستيكية التي يتم التخلص منها في نفايات البلد الصلبة  تمثل 1.3٪ في 2007 (من حيث الوزن) من النفايات الصلبة البلدية. وكما تقول وكالة حماية البيئة الأمريكية أن تدبير منع النفايات الذي غالباً ما يتم الاستشهاد به هو استخدام الأطباق القابلة للغسل، والأكواب، والمناديل بدلاً من صنف المستهلكات.
في حين أن هذا سيقلل من النفايات الصلبة، فإنه سيكون له تأثيرات بيئية أخرى، مثل زيادة استخدام المياه والطاقة. وعمومًا، تعتبر الأطباق القابلة لإعادة الاستخدام - حتى لو كانت تقدم للعملاء فقط للاستخدام في الموقع -أفضل اختيار للبيئة.

### تكلفة إعادة التدوير
إن تكاليف التحصيل، وقيمة المواد الخردة، وزيادة نفقات الطاقة تخلق حاجزًا اقتصاديًا إضافيًا لإعادة تدوير عبوات خدمات الطعام. على الرغم من صعوبة إعادة تدوير عبوات خدمات الأغذية، يتم استخدام المواد المعاد تدويرها في بعض أغذية خدمات الطعام.

### البصمة البيئية
يعمل الكثير من الناس على الحد من البصمة البيئية للتعبئة من أجل خدمة الطعام. غالباً ما يكون تقييم دورة الحياة قيماً لتحديد التأثيرات في النظام بأكمله. بعض الإجراءات تشمل:
يمكن أن يعمل تغليف المواد الغذائية والمستلزمات الواردة نحو المبادئ التوجيهية الشاملة للتعبئة المستدامة التي تقدمها العديد من المنظمات. وهذا يشمل إعادة تدوير العبوات المتولدة داخل المطعم.
يمكن أن تحتوي منتجات التعبئة والتغليف التي يستخدمها المطعم على كميات محددة من المحتوى المعاد تدويره في المنتجات.
يمكن أن تكون العديد من منتجات التعبئة والتغليف قابلة للتحويل إلى سماد، ولكن الرعاية بها مطلوبة لتلائم احتياجات مرافق التسميد الإقليمية. في بعض الأحيان يمكن اعتماد المنتجات للوفاء بالمعايير الدولية مثل ASTM International D6400 وASTM D6868 و EN 13432. [13]
يمكن إعادة تدوير بعض عبوات الأغذية ذات الاستخدام الواحد، ولكن تلوث المنتجات الغذائية غالباً ما يمثل مشكلة بالنسبة لمُنشئي إعادة التدوير.

### وهم إعادة التدوير والادعاءات «القابلة لإعادة التدوير»
تشمل الشركات المصنعة للمنتج القابل للتصرف بشكل متكرر جملة «قابل لإعادة التدوير» أو «الرجاء إعادة التدوير»
وعلى الرغم من ذلك فإن توفر ومفعولية حملات التوعية بإعادة التدوير محدود للغاية. ومن المقاربات الشائعة للمطاعم التي تحتوي على أدوات المائدة التي تستخدم لمرة واحدة هو تصنيف واحد أو أكثر من صناديق النفايات الخاصة بهم ولصق عليها ملصق مكتوب عليه «إعادة تدوير»، على الرغم من أن مقدار الغسل المطلوب لإعادة التدوير الفعالة من شأنها أن تجعل «إعادة التدوير» غير واقعية. بالإضافة إلى الغسيل الأخضر، تهدف هذه الأساليب إلى تشجيع المستهلكين على استخدام أدوات المائدة التي تستخدم لمرة واحدة.